# Norwegischer Fußballpokal der Männer 1915
Der norwegische Fußballpokal 1915 (kurz auch NM-Cup 1915 genannt) war die 14. Austragung des Fußballpokalwettbewerbs der Männer. Pokalsieger wurde Odds BK. Das Team setzte sich im Finale gegen den Kvik Halden FK durch.

## 1. Runde
| Datum      |                   | Ergebnis  |                |
| ---------- | ----------------- | --------- | -------------- |
| 12.09.1915 | Brann Bergen      | 3:2 n. V. | SFK Lyn Oslo   |
|            | IK Grane Arendal  | 1:4       | IL Brodd       |
|            | FK Kvik Trondheim | 8:1       | SK Rollon      |
|            | FK Norrøna        | 1:5       | Kvik Halden FK |
|            | Rjukan IL         | 2:6 n. V. | FK Ørn         |
|            | Odds BK           | Freilos   |                |
|            | FK Lyn            | Freilos   |                |

## 2. Runde
| Datum      |                   | Ergebnis |                |
| ---------- | ----------------- | -------- | -------------- |
| 26.09.1915 | Brann Bergen      | 0:8      | Kvik Halden FK |
|            | FK Lyn            | 1:8      | Odds BK        |
|            | FK Ørn            | 10:10    | IL Brodd       |
|            | FK Kvik Trondheim | Freilos  |                |

## Halbfinale
| Datum      |                   | Ergebnis |                |
| ---------- | ----------------- | -------- | -------------- |
| 03.10.1915 | FK Kvik Trondheim | 0:3      | Kvik Halden FK |
|            | FK Ørn            | 0:3      | Odds BK        |

## Finale
| Odds BK                                           | Odds BK | Kvik Halden FK | Kvik Halden FK |
| ------------------------------------------------- | --- | --- | -------------- |
| Odds BK                                           | \| Finale \| \| 10. Oktober 1915 in Sarpsborg (Sarpsborg-Stadion) \| \| Ergebnis: 2:1 (2:0) \| \| Zuschauer: 6.000 \| \| Schiedsrichter: Peder Christian Andersen \| \| Spielbericht \| | \| Finale \| \| 10. Oktober 1915 in Sarpsborg (Sarpsborg-Stadion) \| \| Ergebnis: 2:1 (2:0) \| \| Zuschauer: 6.000 \| \| Schiedsrichter: Peder Christian Andersen \| \| Spielbericht \| | Kvik Halden FK |
| Odds BK                                           | Ingold Pedersen – Otto Aulie, Per Skou – Andreas Skou, Peder Henriksen, Bjarne Gulbrandsen – Henry Reinholdt, Nils Thorstensen, Sverre Andersen, Einar Gundersen, Jonas Aas             | Ole Paulsen – Otto Klein, Yngvar Tørnros – ? Bakke, Wilhelm Strand, Karl Andersen – Thomas Andersen, Peder Puck, Johnny Helgesen, Rudolf Olsen, Hartvig Olavesen                        | Kvik Halden FK |
| Odds BK                                           | 1:0 Nils Thorstensen (5.) 2:0 Einar Gundersen (13.) | 2:1 Johnny Helgesen (80.) | Kvik Halden FK |
| Finale                                            | | |                |
| 10. Oktober 1915 in Sarpsborg (Sarpsborg-Stadion) | | |                |
| Ergebnis: 2:1 (2:0)                               | | |                |
| Zuschauer: 6.000                                  | | |                |
| Schiedsrichter: Peder Christian Andersen          | | |                |
| Spielbericht                                      | | |                |